# Kyrkoby, Staffanstorps kommun
Kyrkoby ligger i Görslövs socken och en tidigare småort i Staffanstorps kommun. 2015 hade folkmängden minskat och småorten upplöstes.
Görslövs kyrka ligger i kyrkbyn Görslöv en kilometer söderut.